# 天竹神社

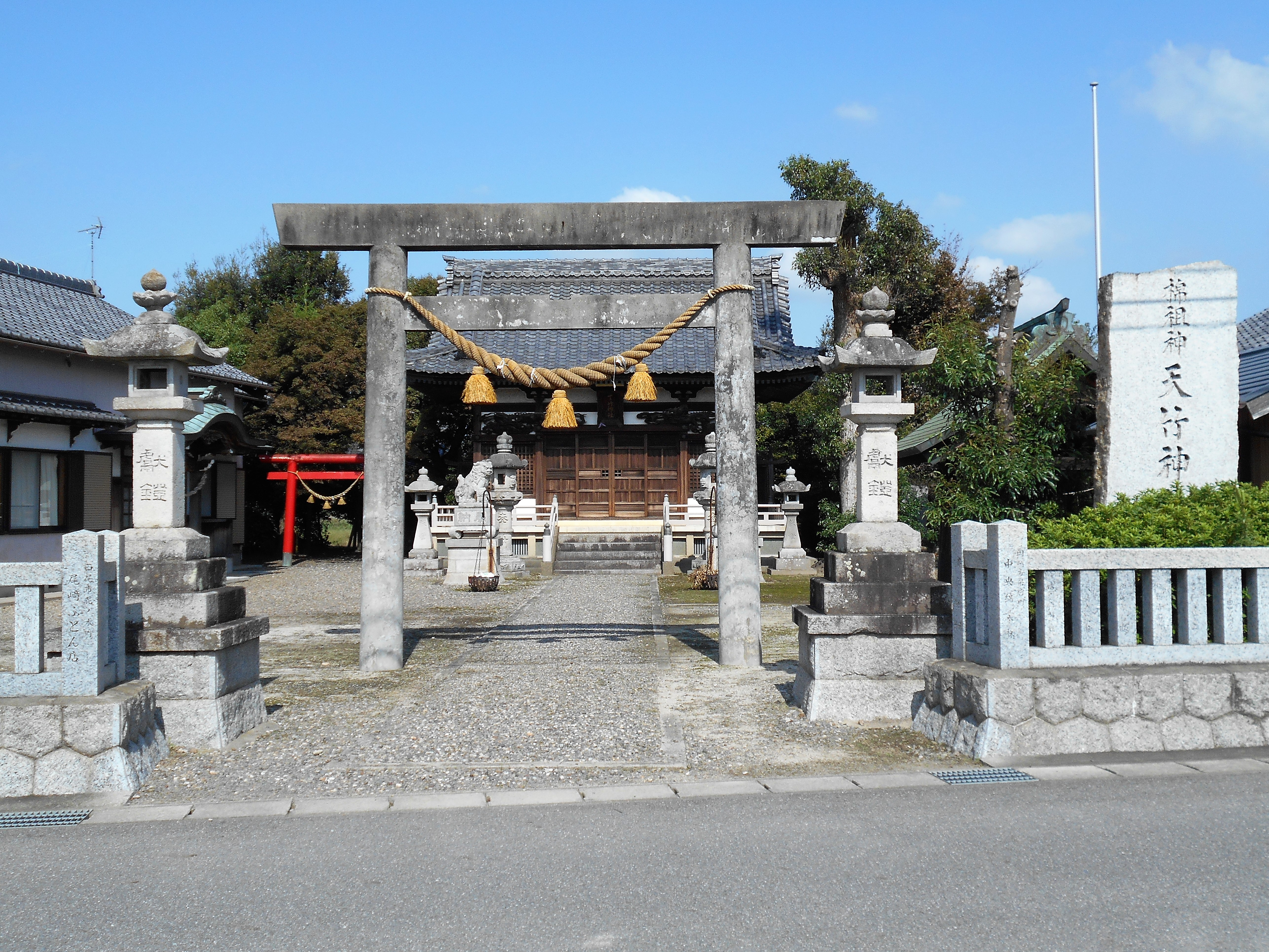
天竹神社外観（2018年（平成30年）9月）

天竹神社（てんじくじんじゃ）は、愛知県西尾市にある神社である。

## 概要
平安時代、この地に崑崙人（チャム人）が漂着し、綿が伝えられたという伝承があることから、日本で数少ない「綿」に関する神社である。

## 沿革
- 1837年（天保8年） - 地蔵堂に天竹社を祀る。
- 1883年（明治16年）5月24日 - 神仏分離により地蔵堂から分離。「天竹神社」と改称する。

## 祭神
新波陀神
この地に漂着した崑崙人を綿の神としたものである。新波陀（にいはた）は綿を意味するという。

## 神事
棉祖祭
10月の第4日曜日に行われる神事。
古式の道具を用い棉打ちの儀式が行われる。また、崑崙人が船で漂着したことにちなんで、船神輿が担がれる。

## 綿伝来の伝承
『日本後紀』、『類聚国史』、『大日本史』などに、以下のような内容の記述がある。
延暦18年（799年）、三河国幡豆郡（現在の矢作古川の河口付近）に1艘の小船が漂着した。その船には1人の若者が乗っていたが、全く言葉が通じなかった。布で背を覆ってふんどしをつけ、左肩に袈裟に似た紺色の布を着けた服装であった。所持品は一弦琴と綿の種子が入っていた壺などであった。唐人は「彼は崑崙人だ」と言ったという。その後、この漂着者は言葉を習い、自分は天竺からやってきたことを伝えたというが、実際どこからやってきたかは、東南アジア、ペルシアなどの説もある。
崑崙人はこの地に住み、住民に綿の栽培を伝えた。さらに紀伊国、淡路国、阿波国、讃岐国、伊予国、土佐国、筑前国などで栽培方法を伝えた後、近江国分寺で僧侶となったという。
崑崙人が漂着した地は天竺と改称され、その後「天竹」となったという。

## 交通機関
- 名鉄西尾線 上横須賀駅より徒歩で約20分[2]、福地駅より徒歩で約30分。